# Institut polytechnique Saint-Louis
Cet article possède un paronyme, voir Institut national polytechnique.
Pour les articles homonymes, voir Saint-Louis.
L’Institut polytechnique Saint-Louis est un pôle d’enseignement supérieur et de recherche privé créé en 1991, à l’initiative de l’Institut catholique de Paris, avec le concours des Frères des Écoles chrétiennes, le soutien du Conseil général du Val-d'Oise et du Conseil régional d'Île-de-France et l’appui d’industriels.
Aujourd’hui, l’Institut regroupe au cœur du Val-d'Oise, sur la ville nouvelle de Cergy-Pontoise, trois grandes écoles, dans les domaines des sciences et techniques et des sciences humaines et sociales. 
Sciences et techniques : 
- L’École d'électricité, de production et de méthodes industrielles (ECAM-EPMI).

Sciences humaines et sociales : 
- L’Institut libre d’éducation physique supérieur (ILEPS) ;
- L’École pratique de service social (EPSS).